# Truncatellina monodon
Truncatellina monodon is een slakkensoort uit de familie van de Vertiginidae. De wetenschappelijke naam van de soort is voor het eerst geldig gepubliceerd in 1837 door Held.